# 布赫霍爾特貝格

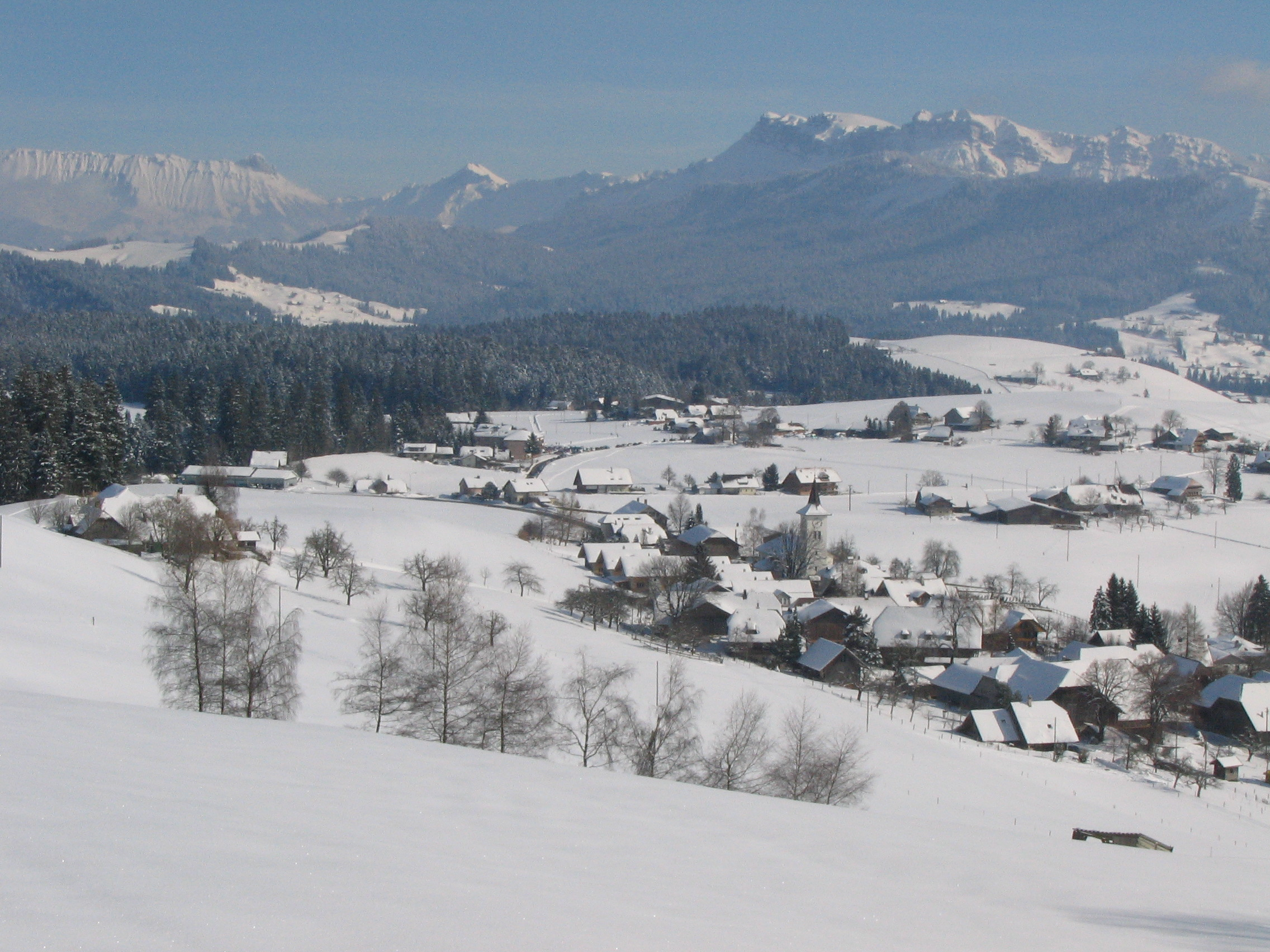

布赫霍爾特貝格是瑞士的城鎮，位於該國中部，由伯恩州負責管轄，面積15.32平方公里，海拔高度1,006米，2011年人口1,550，人口密度每平方公里101人。